# Сокальський район
Сокальський райо́н — колишній район України на північному заході Львівської області.

### Розташування
Район розташований на крайній півночі Львівської області, межуючи на півночі з Іваничівським та на північному сході з Горохівським районами Волинської обл., на сході з Радехівським та з м. Червоноградом, на південному сході з Кам'янка-Бузьким та на півдні з Жовківським районами Львівської області. На заході Сокальський район межує із Люблінським воєводством Республіки Польща.
Відстань районного центру до м.Львів становить залізницею 95 км, автотрасою — 78 км.
Район має вигідне розташування щодо важливих транспортних шляхів. Це, зокрема, залізниця та автострада загальнодержавного значення Львів — Червоноград — Ковель із відгалуженням на Берестя (Білорусь).
Географічне розташування району визначає також і важливість його геополітичного значення, що передусім зумовлюється прикордонним розташуванням Сокальщини та близкістю до стратегічної осі Балтика — Чорне море.

### Клімат
Клімат помірно-континентальний, характеризується м'якістю та високою вологістю. Для нього характерні часті відлиги взимку, значна хмарність, обложні дощі. Континентальність клімату пом'якшується переміщенням повітряних мас із заходу та особливостями рельєфу. На стан температурного режиму, атмосферних опадів в останні роки деякий вплив має забруднення атмосферного повітря внаслідок шкідливих викидів в атмосферу та розміщення на поверхні підземних порід, як відходів вуглевидобутку у вигляді териконів, відвалів тощо.
Пересічна температура січня у регіоні становить −4,2, −4,4°С, липня +18,0, +18,4°С. Період з температурою понад 10°С становить в середньому 155—160 днів. Середньорічна норма опадів становить 560—640 мм на рік. Основна кількість опадів випадає в теплий період року. Розташування у вологій, помірно теплій агрокліматичній зоні та в агрокліматичній підзоні достатнього зволоження ґрунту.

### Внутрішні води
По території Сокальського району тече багато річок, які належать до басейну Західного Бугу, а також стави та водосховища.
Ширина річкових долин в середньому — 0,5—2 км, схили їхні низькі та пологі. Заплави найчастіше заболочені, лучні або чагарникові. Русла річок помірно звивисті, нерозгалужені. Ширина річок у межень — 3—5 м, а на р. Західний Буг — 40—70 м. Звичайна глибина річок становить 0,3—2,5 м, а в плесах досягає 5—10 м. Середні похили річок незначні, внаслідок чого швидкість течії також невелика — 0,5—0,6 м/с.
За своїм режимом річки району належать до типу рівнинних, живлення змішане, з переважанням снігового та дощового. Характерним у режимі річок є яскраво виражена весняна повінь, досить висока межень, яка переривається літніми та зимовими паводками.
Процеси льодоутворення на річках району звичайно починаються в кінці листопада — на початку грудня. У теплі зими льодовий покрив нестійкий. У кінці лютого в першій декаді березня починається танення льоду — весняний льодохід, він триває 3—5 днів.
Рівень води на більшості річок підвищується ще при льодоставі (у кінці лютого — на початку березня). Майже щороку бувають весняні розливи річок. Літні дощові паводки припадають на кінець червня — липень.
Західний Буг — права притока Вісли. Довжина — 815 км (у межах району — 50 км). Площа басейну — 173 300 км², падіння річки — 0,3 м/с. Це типово рівнинна річка з низькими берегами, замуленим дном, несталим режимом течії. На всьому протязі Західний Буг то звужується, то знову розширюється. Глибини в середньому незначні — 1,5—3 м. Річка часто виходить з берегів, затоплюючи великі площі. Правий берег крутий, порівняно високий (Поториця — Сокаль). Лівий — низький, рівнинний, заливається водою весною і літом. Щоб запобігти розмиванню річки, необхідно споруджувати міцні і високі захисні дамби, греблі, шлюзи. Все це дозволило б підняти рівень води, створити умови для судноплавства по Західному Бугу, в районі Львівсько-Волинського вугільного басейну (греблі частково збудовані поблизу м. Червонограда).
Західний Буг у межах району практично не замерзає, що спричинено викидом у нього теплих вод Добротвірської ДРЕС. До будівництва електростанції річка замерзала на короткий час. До того ж товщина льодового покриву була невелика. Скресання криги починалося на початку березня.
Однією з лівих приток Західного Бугу є річка Рата, яка тече від м. Рава-Руська, через м. Великі Мости, с. Сілець у напрямі до м. Червонограда. Течія Рати надзвичайно повільна, тому на її дні відкладається багато наносного матеріалу. Річка тече між високими берегами і в с. Сілець і с. Межиріччя впадає у Західний Буг. Довжина Рати — 76 км, площа басейну — 1,790 км², падіння річки — 1,2 м/км. Права притока р. Рати — річка Свиня завдовжки 45 км, площею басейну 512 км², падіння — 1,5 м/км.
Лівими притоками є р. Солокія, Варяжанка. Перша — починається поблизу м. Угнів, тече через м. Белз і поблизу Червонограда впадає в Західний Буг. Варяжанка починається біля населеного пункту Варяж (Новоукраїнка) і там, де землі Сокальського району межують з Волинню впадає у Західний Буг. Правою притокою є р. Білий Стік, яка бере початок у сусідньому Радехівському районі, а між селами Волиця, Комарева, Поториця впадає у Західний Буг.
В окремих селах є стави, де розводять дзеркального коропа, а поблизу сіл Теляж, Скоморох є водосховище Сокальського заводу штучного волокна.

### Ґрунти
У районі найпоширенішими є чорноземи опідзолені та сірі опідзолені ґрунти, в низовинній частині (Мале Полісся) — переважно дерново-підзолисті, лучно-болотяні та торфово-болотяні ґрунти, ефективне використання яких вимагає розумної меліорації.
Чорноземи та сірі опідзолені ґрунти трапляються па підвищених ділянках рельєфу. Вони є найродючішими і зайняті здебільшого під ріллю. Незважаючи на досить високу природну родючість, ці ґрунти потребують удобрення.
На щільних карбонатних породах утворилися чорноземи мало-гумусні і чорноземно-лучні ґрунти. Вони утворилися на продуктах вивітрювання крейдяних порід і багаті на кальцій. Кількість гумусу в них відносно невелика — 3,5—4,2 %. Чорноземно лучні ґрунти поширені на найзниженіших ділянках рельєфу. Вони утворилися під трав'яною рослинністю в умовах неглибокого залягання підґрунтових вод. Мають добру структуру і високу родючість. Вміст гумусу — 5—6 %.
Дерново-підзолисті ґрунти характеризуються на Сокальщині найменшою родючістю. Це здебільшого ґрунти, що утворилися на пісках, глинисто-піщаних породах. Наявність у ґрунтовій породі піску обумовлює велику водопроникність цих ґрунтів і рослинам, незважаючи на велику кількість опадів у місцях, де підґрунтові води залягають на глибині понад 2,5 м, не вистачає вологи. Якщо ж підґрунтові води залягають на незначній глибині, не більше 1 м, то рослини отримують надмірну вологу. Слабопідзолисті ґрунти бідні на поживні речовини, менш розорені і на них передусім ростуть соснові ліси (навколо Великих Мостів). Ці ґрунти мають незначну кількість гумусу (0,2—0,5 %), тому вони бідні на азот, а вміст фосфатів також недостатній.
Отже, систематичне внесення органічних добрив, посіви люпину є важливим чинником підвищення родючості цих ґрунтів, щодо мінеральних добрив значний ефект дають азотні і фосфорні добрива.
Болотяні ґрунти утворилися під болотяною рослинністю в умовах надмірного зволоження. Верхній шар болотяних ґрунтів містить велику кількість органічних речовин (5—3 %). Товщина шару торфу може становити 0,5—5 м і більше. Болотяні ґрунти бідні на фосфор і калій, але багаті на азот, мають підвищену кислотність.
Даючи господарську оцінку основним ґрунтам Сокальського району, зазначимо, що вони родючі і придатні для вирощування багатьох сільськогосподарських культур (пшениця, ячмінь, цукрові буряки, льон, кукурудза, капуста, огірки, помідори, морква, цибуля). Для того, щоб отримати високі сталі врожаї, необхідно провести цілу низку заходів, пов'язаних з піднесенням культури землеробства, а саме: вапнування ґрунтів, яке знижує їхню кислотність, що є надмірною, періодичне угноєння їх торф'яно-гнійовими компостами. Серед комплексних заходів вирішальне значення має удобрення достатньою кількістю органічних і мінеральних добрив.

### Рослинність
Північна частина Сокальщини розташована в зоні лісостепу, а південна — в зоні мішаних лісів. Дані території характеризуються як лісостеповою, так і лісовою рослинністю. Її розвитку тут сприяють кліматичні і ґрунтові умови, а також характер рельєфу. Велике значення у формуванні рослинності району належить діяльності людини, яка винищує одні рослини і звільнені площі використовує для культивування інших (наприклад, чагарники, луки використовуються під сади і городи). Загальні площі лісів — понад 25 % території району. Більше їх на Малому Поліссі.
Серед дерев на Волинській височині переважають граб, дуб, вільха, береза, липа. На Малому Поліссі — сосна, вільха, береза, ялина, осика. Грабово-дубові лісі ростуть на опідзолених чорноземах, соснові — на піщаних дюнах і торфовищах. У грабово-дубових лісах підлісок багатий на ліщину, крушину, трав'яний покрив досить строкатий. Тут поряд з папороттю і хвощами багато квітів, серед яких — підсніжники, конвалія та ін. У хвойних лісах підлісок небагатий — це переважно мохи і лишайники (хвойний мох, оленячий лишайник, чебрець). На території району є великі ділянки, зайняті болотяною рослинністю (осока, хвощ, сфагновий мох тощо).
Лучна рослинність майже винищена, оскільки площі майже всі розорені.

## Історія

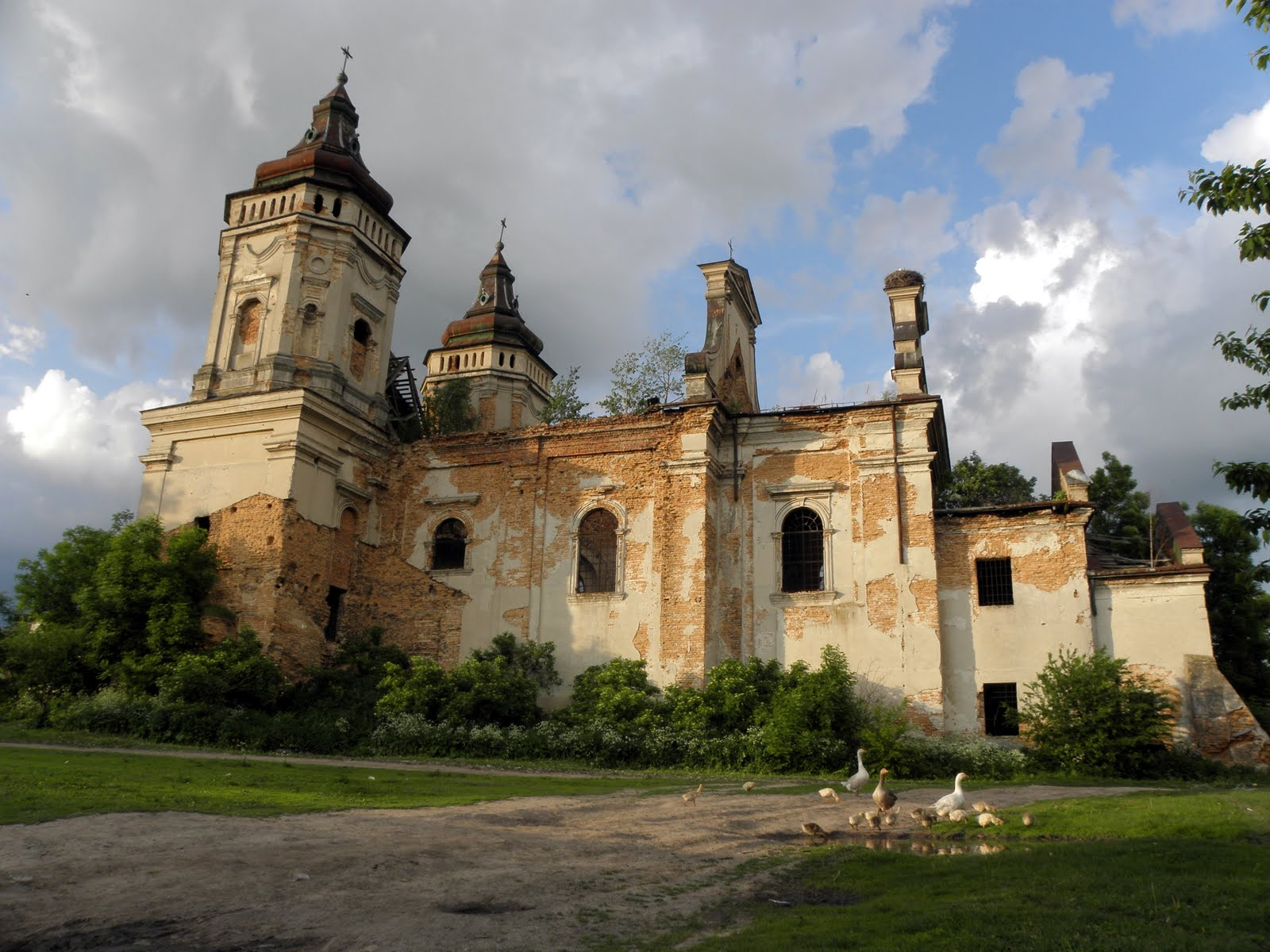
Село Варяж, Костел святого Марка

Сокальський район об'єднує разом із сучасними суб'єктами історичне минуле та суспільна культурна спадщина. У Х—XIV ст. Сокальщина входила до складу Волинського та Галицько-Волинського князівств. Пізніше територія району перебувала (до 1772 р. і в 1918–1939 рр.) у межах польської держави, а також Австро-Угорщини (1772–1918 рр.) — Сокальський повіт.
Невеличка частина Сокальщини (7 сіл на сході району — Бодячів, Залижня (історично Ляшки), Княже, Матів, Смиків, Фусів, Шпиколоси) — історично частина Волині. Вона входила до складу Російської імперії (Волинська губернія, Володимир-Волинський повіт, Князька, а згодом Підберезська волость, після 1940 р. — Горохівського району Волинської області). Населені пункти Бодячівської, Залижнянської, Князівської, Фусівської, Шпиколосівської сільських рад 19 січня 1961 року зі складу Горохівського району Волинської області були передані до складу Сокальського району Львівської області.
Село Пісочне входило до складу Довгобичівської гміни Грубешівського повіту Люблінської, а згодом Холмської губернії Російської імперії та УНР. До цієї ж гміни належало колишнє село Павловичі, на місці якого розташована однойменна прикордонна застава (офіційно є частиною села Нісмичі за річкою Варяжанка, що входило вже до Австро-Угорщини). Село увійшло до складу України 1951 р.
Ці історичні події наклали свій відбиток на характері архітектури, мистецтва, традицій та в значній мірі на менталітет населення, що проживає у басейні Західного Бугу. У дорадянський час для території Сокальського району, як, зрештою, і для усього Побужжя, була типовою етнічна строкатість населення, що вплинуло на формування специфічного полікультурного середовища. Серед традиційних українських пам'яток на Сокальщині трапляються у великій кількості пам'ятки польської культури, дещо менше єврейські та німецькі.
Сокальський район утворено 17 січня 1940 року з м. Сокаль, ґміни Тартакув Място і правобережної частини ґміни Скоморохи.
25 травня 2014 року відбулися Президентські вибори України. У межах Сокальського району було створено 112 виборчих дільниць. Явка на виборах складала — 80,65 % (проголосували 57 522 із 71 320 виборців). Найбільшу кількість голосів отримав Петро Порошенко — 65,71 % (37 798 виборців); Юлія Тимошенко — 15,68 % (9 018 виборців), Олег Ляшко — 7,42 % (4 270 виборців), Анатолій Гриценко — 5,24 % (3 017 виборців). Решта кандидатів набрали меншу кількість голосів. Кількість недійсних або зіпсованих бюлетенів — 0,65 %.

## Адміністративний устрій
Адміністративно-територіально район поділяється на 4 міські ради, 1 селищну раду та 32 сільські ради, які об'єднують 106 населених пунктів і підпорядковані Сокальській районній раді. Адміністративний центр — місто Сокаль. До складу району входять чотири міста районного підпорядкування (Сокаль, Угнів, Белз, Великі Мости), смт Жвирка.

## Населення
Розподіл населення за віком та статтю (2001):
| Стать | Всього | До 15 років | 15-24 | 25-44  | 45-64  | 65-85 | Понад 85 |
| --- | ------ | ----------- | ----- | ------ | ------ | ----- | -------- |
| Чоловіки | 46 716 | 9935        | 7795  | 14 256 | 9524   | 4970  | 236      |
| Жінки | 51 393 | 9548        | 6654  | 13 675 | 11 555 | 9169  | 792      |
| \| Статево-вікова піраміда \| Статево-вікова піраміда \| Статево-вікова піраміда \| \| ----------------------- \| ----------------------- \| ----------------------- \| \| Чоловіки \| Вік \| Жінки \| \| 236 \| 85 + \| 792 \| \| 377 \| 80-84 \| 950 \| \| 770 \| 75-79 \| 2065 \| \| 1690 \| 70-74 \| 2899 \| \| 2133 \| 65-69 \| 3255 \| \| 2114 \| 60-64 \| 3212 \| \| 2044 \| 55-59 \| 2509 \| \| 2478 \| 50-54 \| 2781 \| \| 2888 \| 45-49 \| 3053 \| \| 3959 \| 40-44 \| 3761 \| \| 3582 \| 35-39 \| 3363 \| \| 3370 \| 30-34 \| 3305 \| \| 3345 \| 25-29 \| 3246 \| \| 3455 \| 20-24 \| 3082 \| \| 4340 \| 15-20 \| 3572 \| \| 3856 \| 10-14 \| 3783 \| \| 3423 \| 5-9 \| 3258 \| \| 2656 \| 0-4 \| 2507 \| |        |             |       |        |        |       |          |
| Статево-вікова піраміда |        |             |       |        |        |       |          |
| Чоловіки | Вік    | Жінки       |       |        |        |       |          |
| 236 | 85 +   | 792         |       |        |        |       |          |
| 377 | 80-84  | 950         |       |        |        |       |          |
| 770 | 75-79  | 2065        |       |        |        |       |          |
| 1690 | 70-74  | 2899        |       |        |        |       |          |
| 2133 | 65-69  | 3255        |       |        |        |       |          |
| 2114 | 60-64  | 3212        |       |        |        |       |          |
| 2044 | 55-59  | 2509        |       |        |        |       |          |
| 2478 | 50-54  | 2781        |       |        |        |       |          |
| 2888 | 45-49  | 3053        |       |        |        |       |          |
| 3959 | 40-44  | 3761        |       |        |        |       |          |
| 3582 | 35-39  | 3363        |       |        |        |       |          |
| 3370 | 30-34  | 3305        |       |        |        |       |          |
| 3345 | 25-29  | 3246        |       |        |        |       |          |
| 3455 | 20-24  | 3082        |       |        |        |       |          |
| 4340 | 15-20  | 3572        |       |        |        |       |          |
| 3856 | 10-14  | 3783        |       |        |        |       |          |
| 3423 | 5-9    | 3258        |       |        |        |       |          |
| 2656 | 0-4    | 2507        |       |        |        |       |          |

Національний склад району станом на 2001 р.:
| національності | кількість осіб | %     |
| -------------- | -------------- | ----- |
| українці       | 96 638         | 98,49 |
| росіяни        | 1 011          | 1,03  |
| білоруси       | 145            | 0,15  |
| поляки         | 109            | 0,11  |
| німці          | 25             | 0,03  |
| молдовани      | 20             | 0,02  |
| татари         | 16             | 0,02  |
| латиші         | 11             | 0,01  |
| угорці         | 10             | 0,01  |
| інші           | 82             | 0,08  |
| не вказали     | 56             | 0,06  |
| всього         | 98 123         | 100   |

Населення — 99,9 тис. чол., в тому числі сільського — 63,6 тис. чол., міського — 36,3 тис. чол. Сокальський район розташований у північній частині Львівської області. Віддаль від районного центру (м. Сокаль) до м. Львова — 79 км.

## Економіка
У межах району зосереджено понад 1,2 млрд тонн вугілля, або 78 % запасів Львівсько-Волинського басейну. На території району 110 підприємств, установ. Найрозвинутіша вугільна промисловість (9 шахт, Центральна збагачувальна фабрика). На Сокальщині 48 с/г агроформувань, 176 фермерських господарств, 118 малих підприємств.
У землеробстві переважають посіви зернових (пшениця, кукурудза, ячмінь, бобові). Значне місце займають технічні культури (цукрові буряки, льон-довгунець, кормові).

## Інфраструктура
У Сокальському районі 71 школа, 3 ПТУ, 1 гімназія, 4 лікарні, 3 поліклініки, 31 фельдшерсько-акушерський пункт, 4 кінотеатри, 89 будинків «Просвіти», 83 бібліотеки.

## Пам'ятки

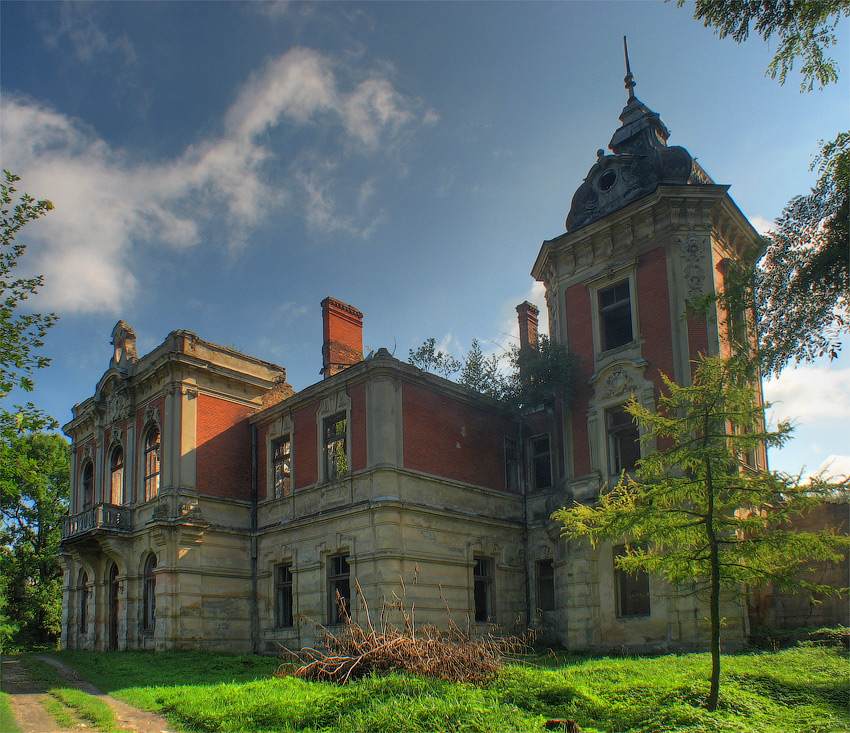
Садиба Потоцьких, с. Тартаків

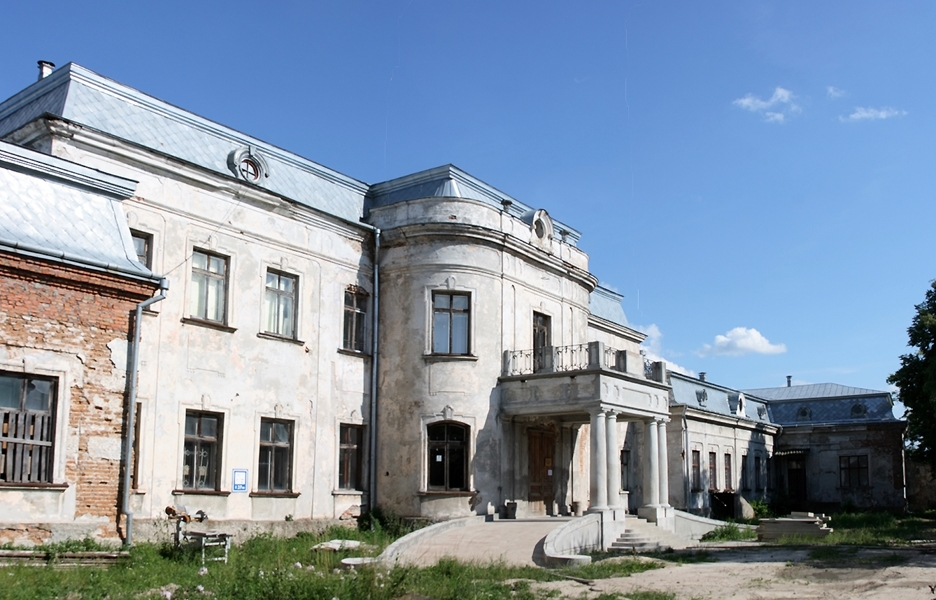
Палац Потоцьких, м. Червоноград

- Ансамбль монастиря Бернардинців (XVII ст.): костел Пресвятої Богородиці, монастирські келії, мури з брамою — смт Жвирка, вул. Набережна
- Церква св. Арх. Михаїла (1778) — м. Сокаль
- Церква св. Миколи (мур.) п.п. XVI ст. — м. Сокаль, Міський парк
- Церква св. Миколи з дзвіницею (дер.) 1782 р. — с. Княже
- Костел святого Марка (мур.) 1688—1693 рр. — с. Варяж
- Церква Успення Пр. Богородиці, 1784 р. — с. Варяж
- Садиба Потоцьких (мур.): палац к. XIX ст., флігель к. XIX ст., мури замку XVII ст. — с. Тартаків
- Костел архистратига Михаїла 1603 р. — с. Тартаків
- Костел Внебовзяття Пресвятої Діви Марії (мур.) 1642, 1695 рр. — м. Угнів, вул. Міцкевича, 2-а
- Церква cв. Івана Богослова з дзвіницею (дер.) 1782 р. — с. Фусів
- Церква cв. Архистратига Михаїла — с. Бутини
- Церква дерев'яна 1683 р. — с. Ванів
- Палац Потоцьких 1691 р. — м. Червоноград
- Комплекс Василіанського монастир'я 1692—1767 рр. — м. Червоноград, вул. Б. Хмельницького, 21/22

Особливо багатим на історико-архітектурні пам'ятки є Белз, де значну цінність становлять Вежа (1606 р.), П'ятницька церква (XVIII ст.), Домініканський монастир (XVII—XIII ст.), Костел св. Миколая (XVII ст.).

## Персоналії
Народилися:
- Сидор Василь Дмитрович  — (*24 лютого 1910  с. Спасів (Червоноградський район) — 14(17) квітня 1949 — полковник УПА, командир УПА-Захід.